# APT (album)
Pour les articles homonymes, voir APT.
Albums de Nicole
Viaje infinito
(2002) 20 años
(2011)
APT est le cinquième album studio de Nicole. Enregistré entre 2005 et 2006, il sortit le 19 juillet 2006.[réf. nécessaire]

## Pistes (auteurs et producteurs)
1. Si vienes por mí* 3:17
Nicole/James Frazier/Julio Osses
2. Culpables* 4:17
Nicole/Martin Chan
3. Bipolar 2:40
Nicole/James Frazier
4. La última vez 3:21
Nicole/James Frazier
5. No me confundas** 3:31
Nicole/James Frazier
6. 1-800-nasty-show 3:18
Nicole/James Frazier
7. Veneno* 2:55
Nicole, James Frazier
8. Trapped in time* 3:40
Nicole/Martin Chan
9. El camino* 3:23
Leo García
10. Rapture 4:22
Deborah Harry/Chris Stein

* Titres sortis en single
** Chanson de la bande originale du film Se arrienda

### Pistes bonus
1. Veneno: Chanté en portugais.
2. Lágrimas de sal: Version acoustique.